# Бугров, Александр
Алекса́ндр Бугро́в (ум. 25 августа [6 сентября] 1821 г.) — российский математик, магистр математики Московского университета.

## Биография
После получения магистрской степени проживал в одном из университетских зданий. Получил степень магистра от Московского университета за «Рассуждение, о движении эллиптических тел небесных» (Москва, 1820 г.). Готовился к профессорскому званию и собирался для того выехать за границу. Однако, 6 сентября (25 августа) 1821 года покончил жизнь самоубийством застрелившись.
Автор книги «Рассуждение о первом ходе и распространении наук вообще, или О двух началах изобретательной способности человека, в рассуждении отношения вещей к самому себе и с самим собою, то есть отношения и сравнения» (Москва, 1814 г.). В 1820 году в журнале «Новый магазин естественной истории, физики, химии и сведений экономических» № VII была опубликована его статья «О кольцеобразном солнечном затмении, имеющем быть сего 1820 года Августа 26 дня».